# 上杉憲重
上杉 憲重（うえすぎ のりしげ）は、戦国時代から安土桃山時代にかけての武士。上杉憲政の三男。

## 略歴
上杉憲政が後北条氏の圧迫を受けて越後国へ逃れた後に誕生。山内上杉家の家督は義兄弟の上杉輝虎（謙信）が継いだので、憲重が継ぐことはできなかった。林泉寺で出家して、三宝院と称した。
上杉家の後継者争い（御館の乱）では、父と共に上杉景虎側に回ったが、和解交渉の途上で上杉景勝方の武者に討たれたと云われる。
江戸時代初期に憲重実子の存在が確認できるので、憲重の子は助命されたと思われる。憲重自身も助命されたと伝える資料もある。